# 7-я хромосома человека

Идиограмма 7-й хромосомы человека

7-я хромосо́ма челове́ка — одна из 23 пар человеческих хромосом. Хромосома содержит более 158 млн пар оснований, что составляет от 5 до 5,5 % всего материала ДНК человеческой клетки. В настоящее время считается, что на 7-й хромосоме находятся от 1000 до 1400 генов.
7-я хромосома содержит кластер A генов гомеобокса.

## Гены
Ниже перечислены некоторые гены, расположенные на 7-й хромосоме:

### Плечо p
- ABCA13 — 13-й член A-подсемейства АТФ-связывающих кассетных белков;
- AHR — рецептор ароматических углеводородов
- AQP1 — Аквапорин 1;
- C1GALT1 — гликозилтрансфераза;
- CBX3 — хромобокс гомолог 3;
- CCM2 — церебральная кавернозная мальформация 2;
- DFNA5 — глухота, аутосомно-доминантный тип 5;
- GARS — глицил-тРНК-синтетаза;
- IL6 — интерлейкин 6;
- ITGB8 — гликопротеин из надсемейства интегринов (β8);
- NOD1 — Nod-подобный рецептор подсемейства NOD;
- PMS2 — PMS2 англ. postmeiotic segregation increased 2 (S. cerevisiae).

### Плечо q
- ABCB1 — P-гликопротеин;
- ASL — аргининосукцинат-лиаза;
- CAV1 — кавеолин 1;
- CCL24 — Chemokine (C-C motif) ligand 24 (scya24);
- CCL26 — Chemokine (C-C motif) ligand 26 (scya26);
- CD36;
- CDK5 — циклин-зависимая киназа 5;
- CGRP-RCP — белок компонента пептидного рецептора, связанного с геном кальцитонина;
- CFTR — Трасмембранный регулятор муковисцидоза, ATP-binding cassette (sub-family C, member 7);
- CLCN1 — хлоридный канал 1;
- CNTNAP2 — ген, ассоциированный с аутизмом;
- COL1A2 — коллаген, тип I, альфа 2;
- CYLN2 — цитоплазматический линкер 2;
- DLD — дигидролипоамидная дегидрогеназа (E3 компонент пируват дегидрогеназного комплекса, 2-oxo-glutarate complex, branched chain keto acid dehydrogenase complex);
- ELN — эластин (надклапанный аортальный стеноз, Williams-Beuren syndrome);
- FOXP2 — Forkhead box protein 2;
- GTF2I — общий фактор транскрипции II, i;
- GTF2IRD1 — GTF2I repeat domain containing 1;
- GUSB — бета-глюкуронидаза;
- HSPB1 — heat shock 27kDa protein 1;
- KCNH2 — калиевый канал, управляемый напряжением, подсемейство H (eag-related), член 2;
- KRIT1 — KRIT1, содержащий анкириновый повтор;
- LIMK1 — LIM domain kinase 1;
- NAMPT — никотинамидфосфорибозилтрансфераза;
- NOS3 — эндотелиальная синтаза оксида азота
- p47 phox или NCF1 — 47 kDa нейтрофил оксидазный фактор / нейтрофил цитозольный фактор 1;
- PIK3CG — каталитическая субъединица γ фосфатидилинозитол-4,5-бисфосфат-3-киназы (PI3K gamma, p110γ)[2];
- RELN — рилин;
- SBDS — Shwachman-Bodian-Diamond syndrome;
- SH2B2 — адаптерный белок;
- SLC25A13 — solute carrier family 25, member 13 (citrin);
- SLC26A4 — solute carrier family 26, member 4;
- SRI — sorcin;
- TAS2R16 — taste receptor, type 2, member 16;
- TFR2 — рецептор трансферрина 2;
- TPST1 — тирозилпротеин сульфотрансфераза 1;
- VGF — «индуцируемый фактором роста нервов».

## Болезни и расстройства
Ниже перечислены некоторые заболевания, связанные с генами 7-й хромосомы, а также гены, дефекты которых вызывают эти заболевания:
- аргининосукциновая ацидурия (англ. argininosuccinic aciduria) — ASL;
- бессиндромная глухота (англ. nonsyndromic deafness) аутосомно-доминантный тип 5 и аутосомно-рецессивный тип 4 — DFNA5 и SLC26A4;
- болезнь мочи с запахом кленового сиропа — DLD;
- болезнь Шарко — Мари — Тута типов 2В и 2F — GARS  и HSPB1;
- врожденное двустороннее отсутствие семявыносящих протоков (англ. congenital bilateral absence of vas deferens) — CFTR;
- гемохроматоз типа 3 (англ. hemochromatosis, type 3) — TFR2;
- дистальная спинальная амиотрофия (англ. distal spinal muscular atrophy) типа 5 — GARS;
- кавернозная ангиома (англ. cerebral cavernous malformation) — CCM2;
- миелодиспластический синдром;
- муковисцидоз — CFTR;
- мукополисахаридоз типа VII, или синдром Слая — GUSB;
- наследственный неполипозный колоректальный рак (англ. hereditary nonpolyposis colorectal cancer) — PMS2;
- несовершенный остеогенез типов I, II, III и IV — COL1A2;
- сахарный диабет взрослого типа у молодых типа 2 — GCK;
- синдром Вильямса — ASL, BAZ1B, BCL7B, CLDN3, CLDN4, CLIP2, EIF4H, ELN, FZD9, FKBP6, GTF2I, GTF2IRD1, HIP1, KCTD7, LAT2, LIMK1, MDH2, NCF1, NSUN5, POR, RFC2, STX1A, TBL2, TRIM50, TRIM73, TRIM74, WBSCR14, WBSCR18, WBSCR21, WBSCR22, WBSCR23, WBSCR24, WBSCR27 и WBSCR28;
- синдром Норман — Робертс — RELN;
- синдром Пендреда — SLC26A4;
- синдром Романо — Уорда (англ. Romano–Ward syndrome) — KCNH2;
- синдром Швахмана — Даймонда (англ. Shwachman–Diamond syndrome) — SBDS;
- синдром Элерса — Данлоса с артрохалазией типа 7B — COL1A2;
- тританопия/тританомалия — RELN;
- хроническая гранулёматозная болезнь, обусловленная недостаточностью нейтрофильного цитозольного фактора 1 — NCF1;
- цитруллинемия (англ. citrullinemia) типа II — SLC25A13;
- шизофрения — KCNH2, ABCA13

### Хромосомные болезни
Некоторые расстройства вызываются изменениями в структуре или количестве копий 7-й хромосомы:
- синдром Вильямса — делеция участка длинного плеча хромосомы в позиции 7q11.23, который содержит более 20 генов; потеря некоторых из этих генов и связана с характерными особенностями расстройства, однако для большинства генов удалённого участка связь с симптомами пока не установлена;
- задержка роста и развития, умственная отсталость, характерные изменения черт лица, скелетные аномалии, замедленная речь и другие медицинские проблемы — дополнительная копия части хромосомы (частичная трисомия) или отсутствие части хромосомы (частичная моносомия), иногда делеция или дупликация части хромосомы, а также возникновение кольцевой хромосомы (англ. ring chromosome).